# Jikradia olitoria
Jikradia olitoria är en insektsart. Jikradia olitoria ingår i släktet Jikradia och familjen dvärgstritar. Utöver nominatformen finns också underarten J. o. floridanus.